# No Line on the Horizon
Albums de U2
Medium, Rare and Remastered
(2009) Artificial Horizon
(2010)
Singles
1. Get on Your Boots
Sortie : 16 février 2009
2. Magnificent
Sortie : 4 mai 2009
3. I'll Go Crazy If I Don't Go Crazy Tonight
Sortie : 7 septembre 2009

No Line on the Horizon est le douzième album studio du groupe de rock irlandais U2, sorti le 27 février 2009 en Irlande et en France, le 2 mars 2009 en Europe et le 3 mars 2009 aux États-Unis et au Canada. Il est publié sous les labels Mercury, Island et Interscope. L'album est réalisé à plusieurs endroits (Fès, Dublin, Èze, New York et Londres). Il est produit par Brian Eno et Daniel Lanois et mixé principalement par Steve Lillywhite et Declan Gaffney. Onze titres composent ce disque pour une durée d'écoute d'environ 54 minutes. Il est dédié à Rob Partridge, qui a signé le premier contrat d'enregistrement de U2 en 1980 et est mort d'un cancer à la fin de 2008.
Annoncé comme plus innovant que ses prédécesseurs des années 2000, l'album est finalement de genre rock avec quelques passages expérimentaux sur certains titres. No Line on the Horizon est notamment marqué par les sonorités marocaines que le groupe a entendues durant son voyage dans ce pays. D'après Bono, c'est un disque très personnel. Chaque personnage rencontré dans les chansons raconte son histoire. Le thème sous-jacent de l’album est la vision périphérique, les événements se déroulant dans le monde au sens large, juste au bord.
Les trois singles de l'album sont : Get on Your Boots, Magnificent et I'll Go Crazy If I Don't Go Crazy Tonight. N°1 dans 30 pays dont les États-Unis et la France, l'album a reçu des jugements généralement favorables de la critique. Il a été désigné par le magazine américain Rolling Stone, « meilleur album de l'année 2009. » Le disque a été suivi par la tournée marathon U2 360° Tour qui s'est déroulée du 30 juin 2009 à Barcelone au 30 juillet 2011 à Moncton au Canada.

## Enregistrement

### Echec des sessions avec Rick Rubin
Après le succès commercial de How to Dismantle an Atomic Bomb en 2004, U2 décide de plancher sur un nouvel opus. Les Irlandais commencent à travailler sur l'album en 2006 avec Rick Rubin. The Edge se rend à Los Angeles pour quelques sessions en tête-à-tête avec le célèbre producteur des Red Hot Chili Peppers. Le groupe au complet poursuit le travail dans les studios d'Abbey Road à Londres et accouche de deux morceaux, la reprise des Skids The Saints Are Coming associée à Green Day et Window in the Skies, titre très pop mêlant les influences des Beatles, des Rolling Stones et de David Bowie. Ils sont intégrés à la compilation U218 Singles. Néanmoins, U2 qui veut expérimenter, n'est pas sûr de vouloir poursuivre dans cette direction pour leur nouveau album. Rick Rubin envisage, au contraire, une sorte de « retour aux sources » direct et sans fioritures et veut que le groupe apporte des chansons finies en studio. Cette approche entre en conflit avec le style d’enregistrement libre des Irlandais, qui consiste à improviser en studio. Le groupe décide finalement de mettre de côté le matériel enregistré avec Rick Rubin, mais n'abandonne pas l'idée de le réutiliser à l’avenir.

### Sessions avec Brian Eno, Daniel Lanois et Steve Lillywhite
Rick Rubin remercié, U2 fait à nouveau appel à son duo historique de producteurs, Daniel Lanois et Brian Eno pour concevoir le disque. Le Canadien et l'Anglais se rendent au chevet d'un groupe en crise, une nouvelle fois coincé dans une impasse artistique comme au temps de l'après Pop. Le doute est tellement ancré chez les membres de U2 que Daniel Lanois co-écrit plusieurs titres de No Line on the Horizon.

Les enregistrements en studios de No Line on the Horizon débutent à Fès au Maroc en mai 2007. Pendant deux semaines, U2 loue un riad, installe son matériel dans l'immense patio recouvert de zelliges, s'adjoint les services de musiciens locaux et planche sur ce que Bono aimerait voir devenir des « hymnes pour les générations futures ». Mais rattrapé par la réalité, U2 tourne le dos aux expérimentations et va retravailler ses morceaux issus des sessions marocaines. Le groupe veut en tirer des chansons taillées pour les radios et pour la scène. Les enregistrements de l'album se poursuivent dans le studio du groupe à Dublin, puis au Platinium Sound Recording Studios à New York et se concluent à un rythme fiévreux aux Studios Olympiques à Londres de novembre à décembre 2008. Steve Lillywhite a produit quelques pistes au cours de ces dernières sessions studios.

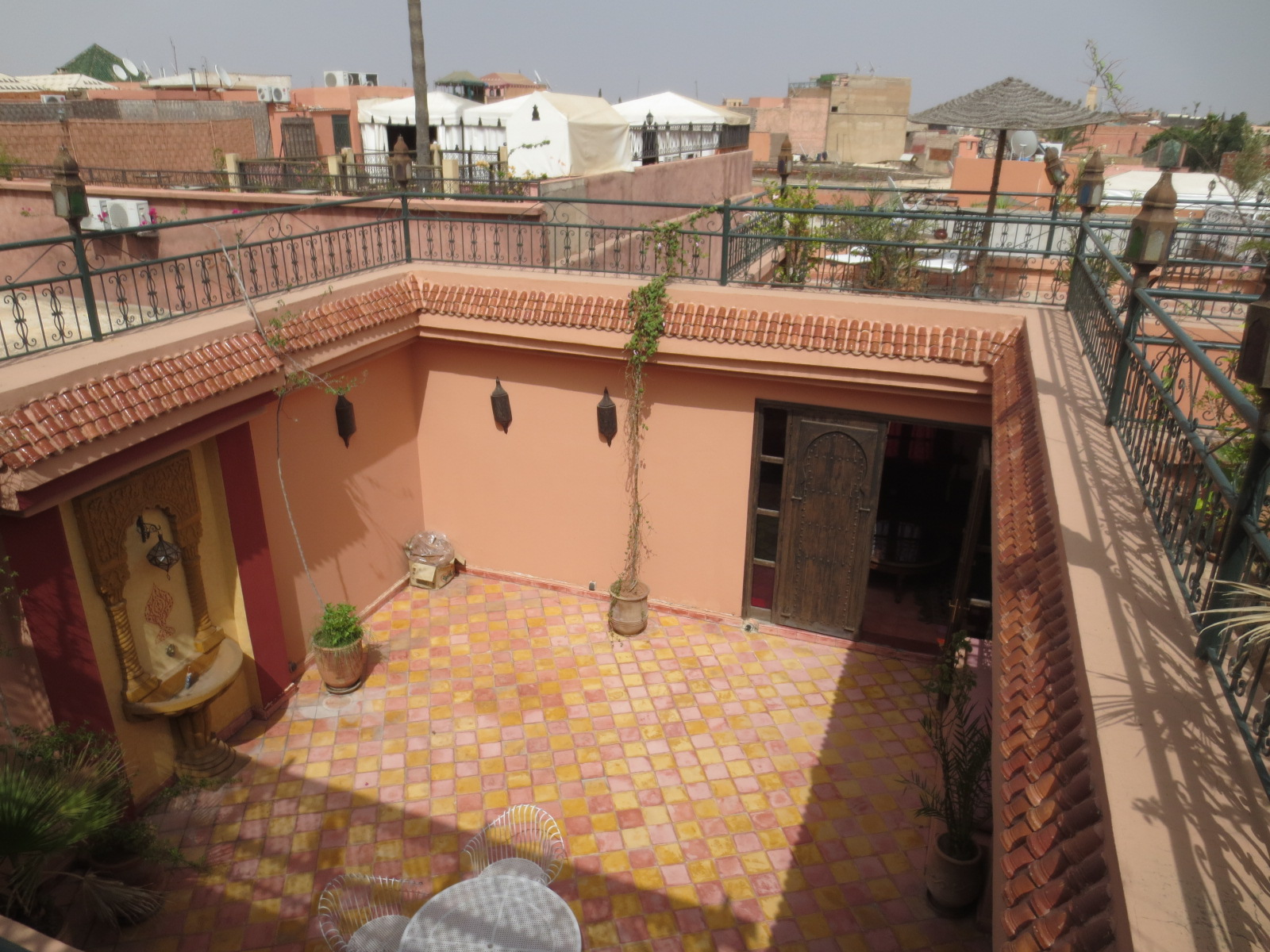
Riad au Maroc, similaire à celui utilisé par U2 pour enregistrer une partie de No Line on the Horizon.

Selon Bono, près de 60 chansons auraient été écrites ou enregistrées pour l’album. « Les deux derniers albums (All That You Can't Leave Behind et How to Dismantle an Atomic Bomb) étaient très personnels, avec une sorte de coeur à trois pièces, les couleurs primaires du rock : basse, guitare et batterie. Mais ce que nous préparons désormais est du même ordre que la transition qui nous a mené du The Joshua Tree à Achtung Baby. (…) C’est notre chance de défier la gravité une nouvelle fois. Nous avons ce qu’il faut pour cela, les chansons, de nouveaux rythmes, et un guitariste qui n’est pas prêt à revenir dans l’atmosphère terrestre tant qu’il n’aura pas saisi un bout de la lune. » dit Bono.
U2 pense publier deux EP, Daylight et Darkness, tant ils ont enregistré de titres. Finalement, onze chansons composent le nouvel album, pour une durée d'écoute avoisinant les 54 minutes. Comme le dit The Edge au journaliste et écrivain Michka Assayas lors de la sortie du disque : « les chansons sont nées des sons, et non l’inverse ». Dans un entretien au magazine Rolling Stone, le guitariste de U2 précise également que le nouvel album du groupe est influencé par Led Zeppelin et Jack White : « J'étais fasciné par la facilité avec laquelle Jimmy jouait ses riffs. Il en est de même pour Jack » dit-il.

## Caractéristiques artistiques

### Analyse du contenu
Passé « sous le scalpel sonique de Brian Eno » et Daniel Lanois, No Line on the Horizon « semble regrouper les trois périodes de la carrière de U2 : l'intensité fiévreuse de The Unforgettable Fire, les expérimentations d'Achtung Baby et les dieux du stadium rock des années 2000 ». C'est ainsi que le groupe s'autorise à peu près tout : quasi métal sur Stand up comedy et Breathe, électro-funk aux effluves de rock progressif sur Moment of Surrender, une ballade dépouillée avec White as Snow et un final atmosphérique sur Cedars of Lebanon. Quant à la signification du titre de l'album, The Edge s’explique : « C’est une image, m’a dit Bono. Comme quand tu avances, mais que tu ne sais pas exactement ce vers quoi tu tends -ce moment où le ciel et la mer se mêlent pour ne faire qu’un. C’est une image d’infini, j’imagine -une sorte d’image zen. »

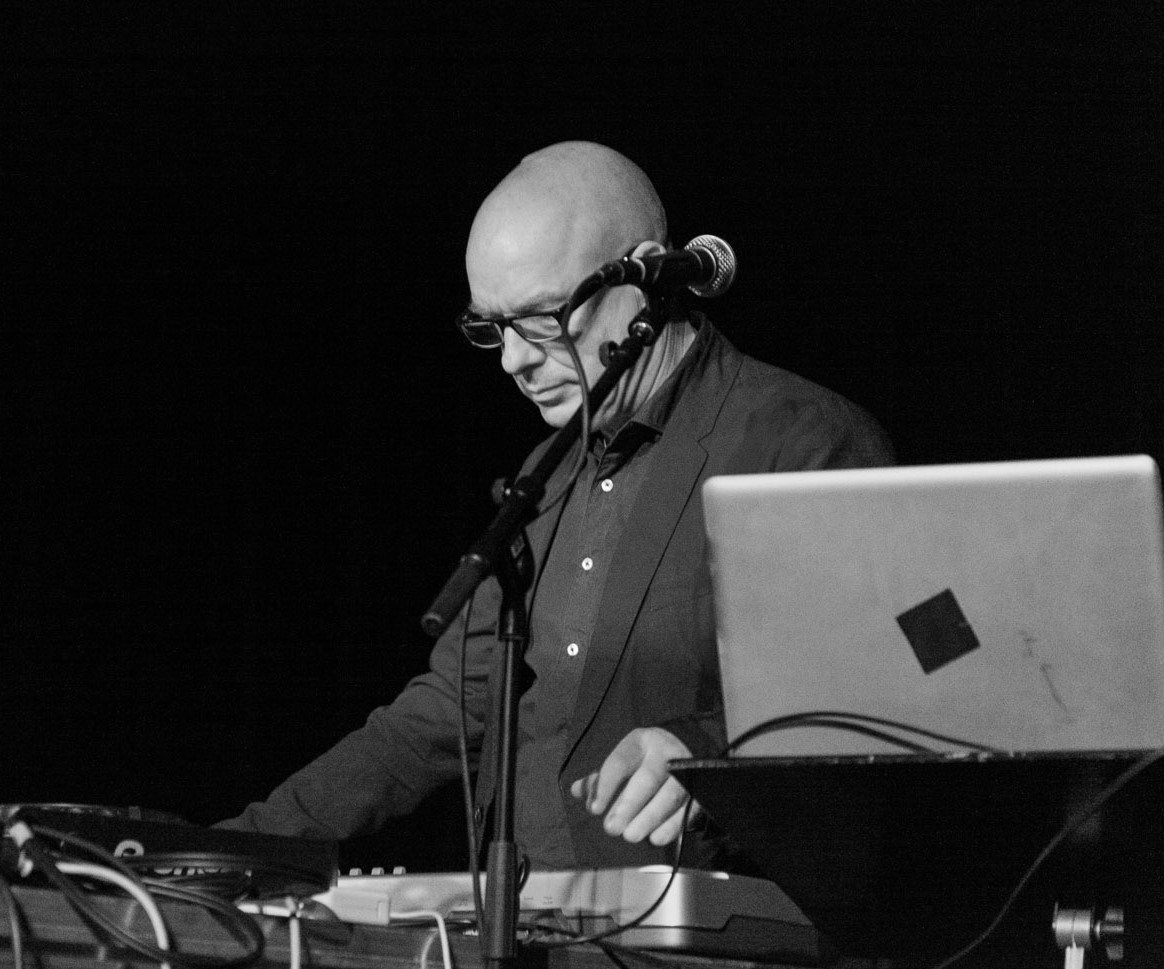
Brian Eno, coproduteur de l'album avec Daniel Lanois.

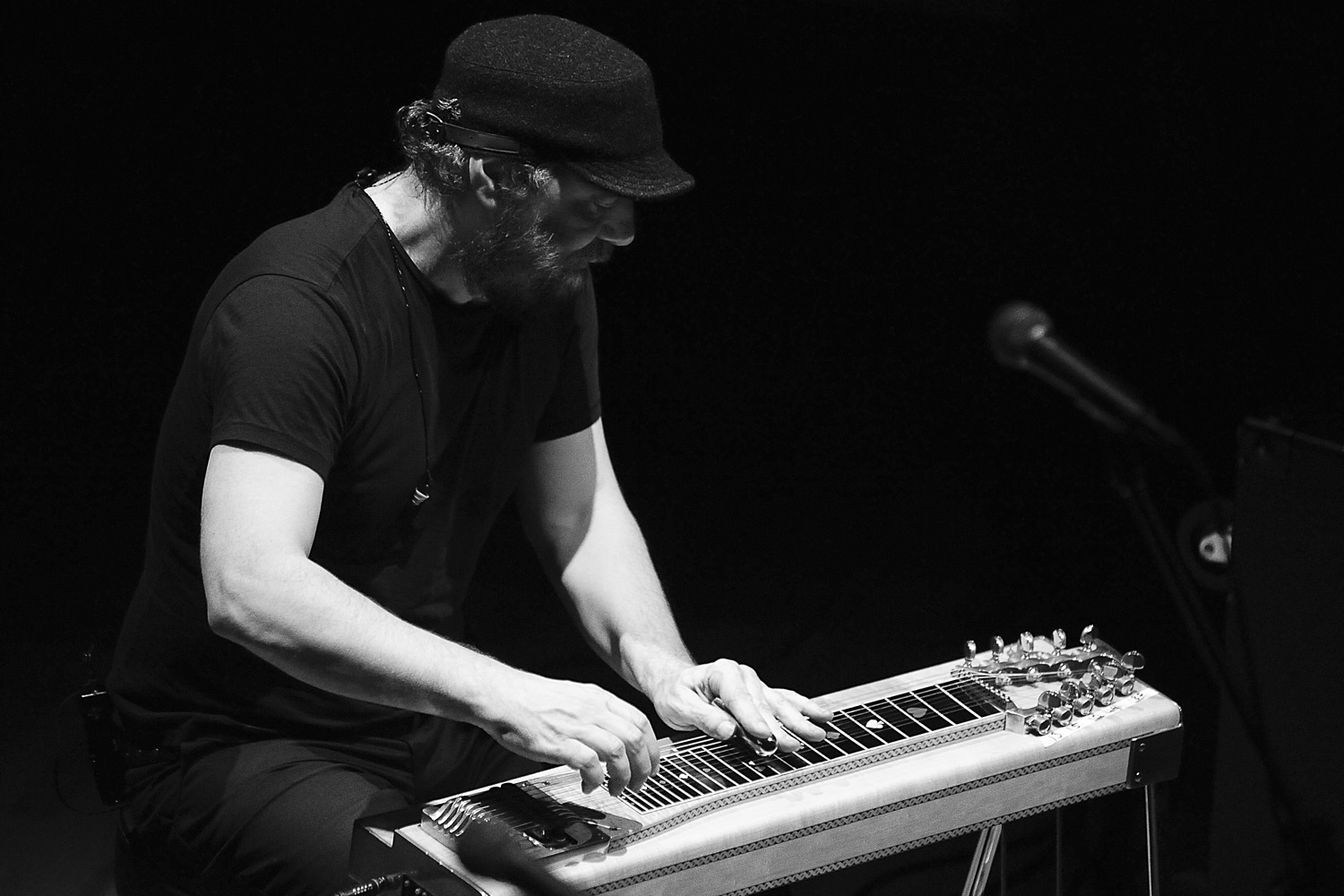
Daniel Lanois

En ouverture d'album, le morceau-titre « vibre d’une intensité angoissante, entre métal et électro. Bono y chante en criant, comme essoufflé, appelant à l’aide », estime Assayas des Inrockuptibles. Selon le classement U2ranking, c'est « un titre rock, profond, où se mêlent avec efficacité la patte indélébile du groupe et les influences orientales qu’il expérimente sur la majeure partie de l’album ». C'est au Maroc que U2 a bouclé ce morceau « à propos d'une fille avec un trou dans le cœur » en une seule prise. Pour Hubert Allin, « le seul défaut de cette chanson est sa couleur punk, qui ne colle pas tout à fait avec l'identité du groupe ».

Second single du disque, Magnificent est une chanson aux accents chrétiens dans laquelle le groupe semble adresser une louange à Dieu. Selon Bono les paroles, inspirées du cantique Magnificat de la Bible, parlent d'un couple qui veut transformer sa vie et son amour en adoration. Pour Q (magazine), « Magnificent est un hymne qui va crescendo, rappelant l'atmosphère de The Unforgettable Fire et où la guitare de The Edge est particulièrement mise en avant ».

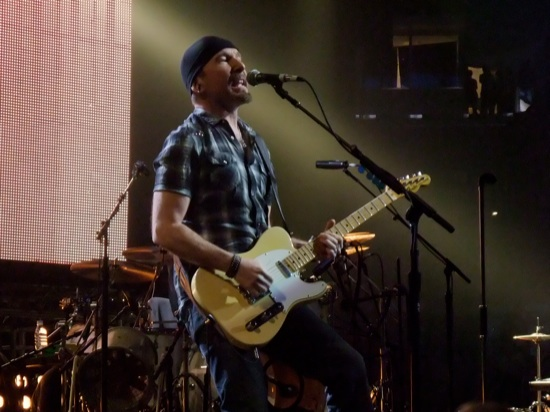
The Edge en 2009

Avec ses « cascades d'arpèges », Moment of Surrender est la pièce maîtresse du disque. Dans un entretien accordé en 2009 au site U2.com, Brian Eno la considère comme la meilleure de l'album, et qu'il l'aurait choisi comme premier single. Bono dit l'avoir écrite pour un soldat revenu de Somalie et dont la seule échappatoire était la folie. Le terme Moment of Surrender, dans le jargon des Alcooliques Anonymes, désigne l'instant où le buveur admet son impuissance. Cet « envoûtant morceau de musique » sera classé par le magazine américain Rolling Stone meilleur titre de l'année 2009 et 36e de la décennie 2000-2009. Avec ses 7 minutes et 24 secondes, Moment of Surrender est le titre studio de U2 le plus long de son histoire.
Tiré des sessions de Fez, Unknown Caller s’ouvre sur le chant des oiseaux dans le ciel marocain. C'est une ballade rock faisant la part belle aux chœurs (auxquels participent Brian Eno et Daniel Lanois) et à la guitare, omniprésente jusqu’au solo final. Selon The Edge, ce morceau est un des deux favoris des membres du groupe. Le personnage évoqué dans le texte est un toxicomane suicidaire.
De style rock alternatif, I'll Go Crazy If I Don't Go Crazy Tonight (« Je deviendrai fou si je ne fais pas le fou ce soir »)est le troisième et dernier single de No Line on the Horizon. C'est une chanson d'amour entre Bono et sa femme Ali, produite par Steve Lillywhite et le rappeur will.i.am. Certaines des paroles sont influencées par la campagne présidentielle de Barack Obama en 2008.
Premier single de l'album, Get on Your Boots est un mélange de glam rock et de psychédélisme. D'après The Edge, c'est une chanson parlant du fait que les femmes devraient avoir plus de contrôle et plus de pouvoir dans la société actuelle. Le musicien a précisé : C'est basé sur l'idée que depuis tant d'années les hommes ont vraiment foutu tout en l'air... et qu'il est vraiment temps de passer la main aux femmes.
Le son de Stand up Comedy rappelle à la fois John Lennon, Led Zeppelin et David Bowie, avec une touche à la Stone Roses. Dans le texte, qui n'est pas sérieux, Bono se moque de lui-même : « Stand up to rock stars (…) Napoleon is in high heels/Josephine be careful of small men with big ideas » (« Résiste aux rocks stars/Napoleon est en talons hauts/ Joséphine, méfie-toi des hommes petits aux grandes idées. »)

Introduit par des sons d'un marché marocain, l'expérimental Fez - Being Born était initialement prévu pour ouvrir l'album. Mais, U2 a finalement décidé que la chanson No Line on the Horizon était un meilleur choix, car plus dynamique. Fez - Being Born est un titre coloré, sans arrière pensée, déstructuré, et qui vous transporte dans les rues de Fès, bien loin du formatage radio habituellement si cher au groupe. Les paroles racontent l'histoire d'un policier franco-marocain qui disparaît.

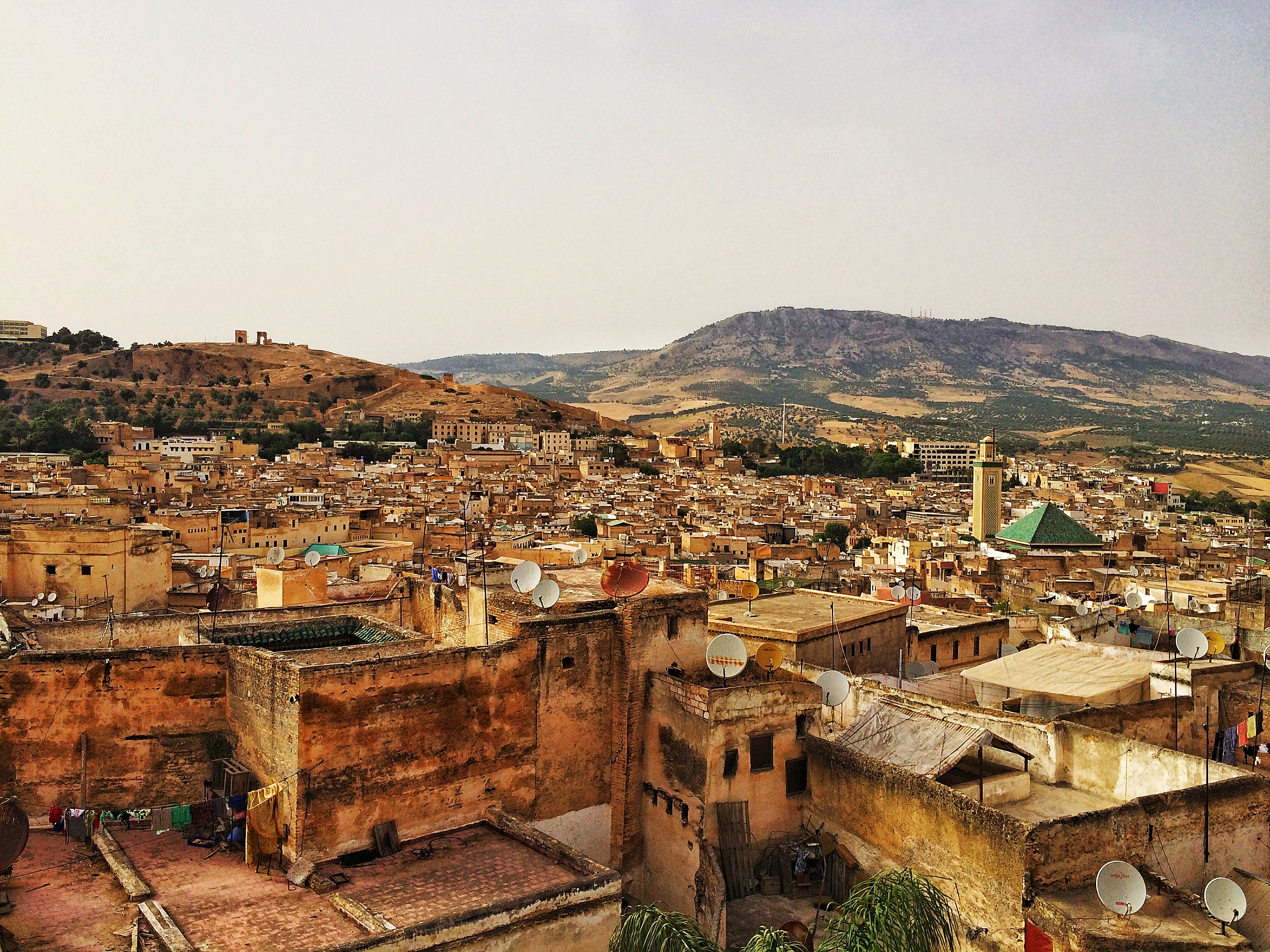
Une partie de l'album a été enregistrée à Fez au Maroc.

La ballade White as Snow est une chanson acoustique sur laquelle Bono marche sur des traces inspirées de Lou Reed ou de Johnny Cash. Dans le Nouveau Dictionnaire du Rock dirigé par Michka Assayas, les auteurs estiment que White as Snow est une des plus belles interprétations de Bono. Le sujet du morceau est la tragédie de la guerre, vue par un soldat blessé d'Afghanistan.
Plus rock, Breathe et son violoncelle arabe offrent à ce disque un aspect cosmopolite. Le thème de la chanson est une histoire de rédemption inspirée par James Joyce et son Ulysse. Les auteurs du Nouveau Dictionnaire du Rock estiment que Breathe est la meilleure chanson de No Line on the Horizon, même si « la version album est moins bonne que celle interprétée sur scène ».
Le disque se termine par une balade : Cedars of Lebanon. Ce morceau, qui parle du quotidien tragique d'un soldat au Liban, contient un sample du titre Against The Sky de Harold Budd et Brian Eno, extrait de l'album The Pearl (1984). C'est une chanson presque parlée dans laquelle la star de U2 délivre ce message - « Choisis tes ennemis avec attention car ils font de toi qui tu es ».
En conclusion, si Bono excède parfois par sa personnalité, il dispose sur ce disque d'une aisance vocale renversante. Poussé aussi par The Edge et sa guitare omniprésente, No Line on the Horizon est un album réussi. D'autres titres enregistrés en studio, parmi lesquels Every Breaking Wave (retravaillé plus tard et inclus dans Songs of Innocence) et Tripoli, qui ne figurent pas sur l'album, auraient dû constituer un nouveau disque en 2010 intitulé Songs of Ascent. Ce dernier ne verra finalement jamais le jour.

### Pochette
La pochette de No Line on the Horizon est une image réalisée par le photographe Japonais Hiroshi Sugimoto. Le cliché représente le Lac de Constance pris depuis la commune d'Uttwil en Suisse. L'image a inspiré les paroles de Bono sur le morceau No Line on the Horizon. Hiroshi Sugimoto et U2 ont conclu un accord dans lequel le groupe pourrait utiliser la photographie comme pochette et Sugimoto pourrait utiliser No Line on the Horizon dans ses futurs projets. La seule condition du photographe était qu'aucun texte ne pouvait être placé au-dessus de l'image. Enfin, les photos intérieures de la pochette ont été prises par Anton Corbijn et par les satellites de Paris et de Cadix[Quoi ?].

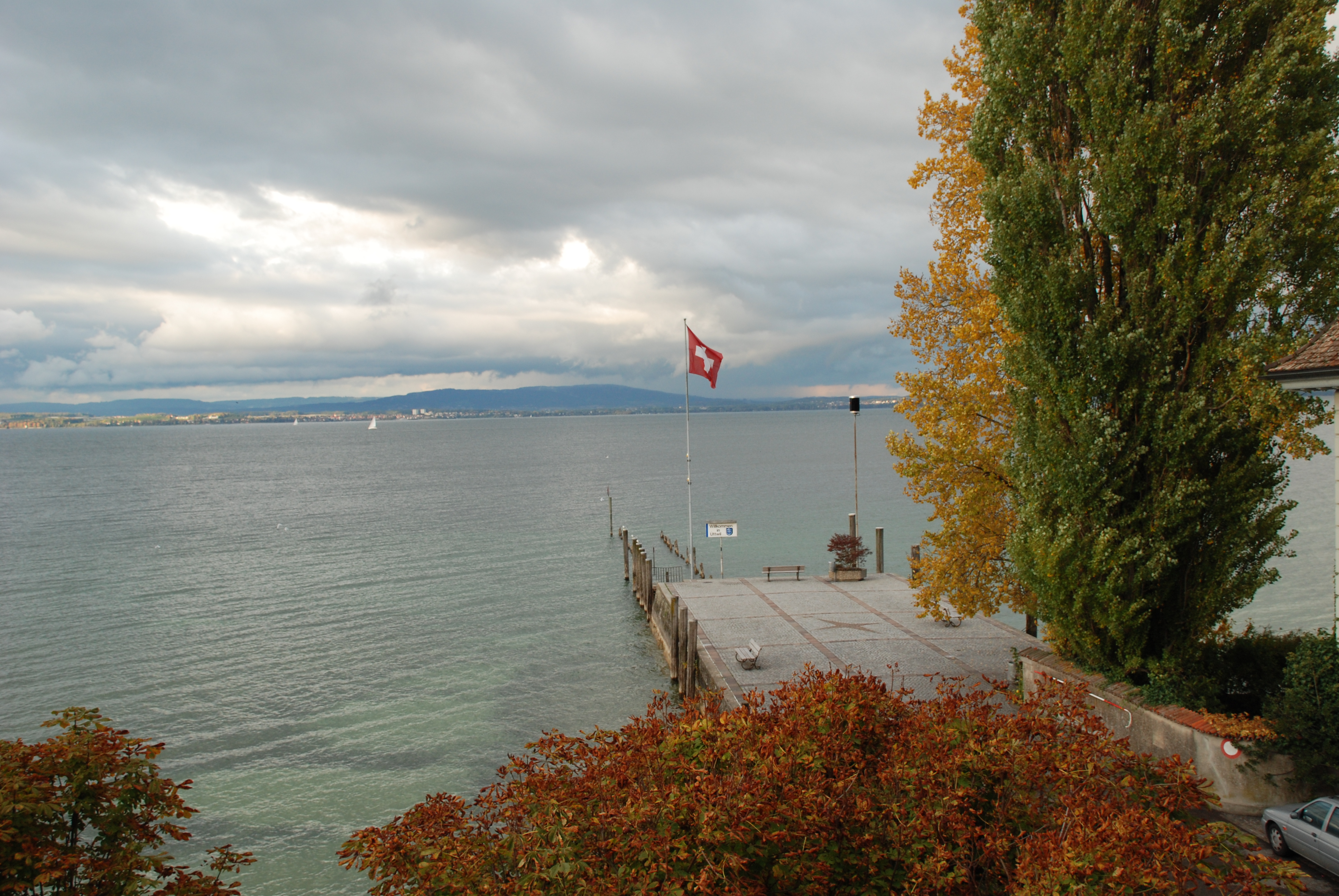
La photo de la pochette de l'album a été prise à Uttwil au bord du lac de Constance.

## Linear
Le coffret collector de l'album contient un DVD du film Linear réalisé par Anton Corbijn et écrit par Corbijn et Bono. D'une durée d'environ 1 heure, il met en avant l'acteur français Saïd Taghmaoui à travers toutes les chansons de l'album.

## Promotion
Pour promouvoir No Line on the Horizon, U2 a participé à plusieurs émissions culturelles en interprétant notamment Get On Your Boots. Parmi celles-ci, on peut citer leur passage aux 51e Grammy Awards, aux BRIT Awards 2009 et aux Echo Awards 2009, bien que l'album n'ait été éligible à aucune de ces cérémonies. Le groupe est apparu aussi à la radio et à la télévision françaises (dans le Grand Journal sur Canal+) le 23 février 2009. Le 27 février, U2 a fait une apparition lors d'une session Live Lounge pour BBC Radio 1, suivie d'un mini concert sur le toit de Broadcasting House. La semaine du 2 mars 2009, U2 est apparu sur le Late Show de CBS-TV avec David Letterman pendant cinq nuits consécutives, la première fois qu'un invité musical joue pendant une semaine entière dans l'émission. À noter enfin que le 3 mars, Michael Bloomberg, maire de New York, a ajouté un panneau indiquant U2 Way sur la 53e rue à Manhattan.

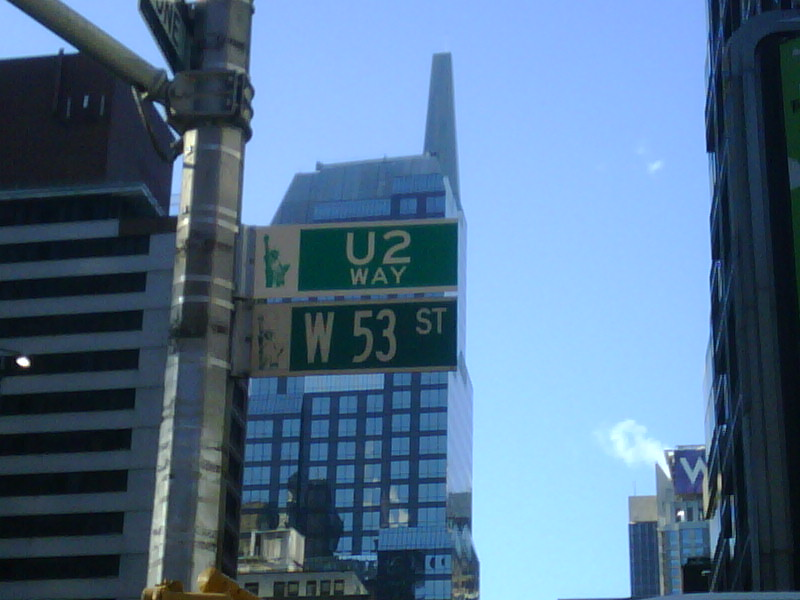
Un panneau indiquant U2 Way a été ajouté sur la 53e rue à Manhattan lors de la promotion de l'album en mars 2009.

## Accueil critique
Depuis sa sortie, No Line on the Horizon est généralement bien accueilli par l'ensemble de la presse spécialisée. Le disque reçoit la note globale de 72/100 rassemblée par Metacritic sur la base de 30 critiques mondiales.
La revue américaine Rolling Stone, ainsi que leur confrère anglais de Q Magazine, n'hésite pas à lui mettre la note maximale de cinq étoiles. Rolling Stone classe également No Line on the Horizon comme le « meilleur album de l'année 2009,. » Dans le NME, Ben Patashnik dit que c'est « un grand disque courageux qui, sans être la réinvention qu'ils annonçaient, sous-entend qu'ils ont le talent pour conserver leur pertinence au bout de quatre décennies en tant que groupe. » Dans sa chronique du disque dans Uncut en avril 2009, Andrew Mueller écrit ceci : « Plus que tout ce qu'ils ont fait, ce disque mérite qu'on l'écoute sans bagage. C'est leur album le moins immédiat - mais il a quelque chose qui suggère qu'il pourrait être leur plus durable. » Le magazine Time, par contre, émet un avis défavorable sur le disque.
En France, Télérama met le groupe en couverture et attribue une note de 3F sur 4 à l'album, tandis que la revue bimensuelle XroadS lui décerne quatre étoiles[réf. nécessaire]. Les Inrockuptibles publie une critique positive sous la plume de Michka Assayas le 11 mars 2009.

## Réception commerciale
Le disque est classé à la première place des ventes à sa sortie dans trente pays : Royaume-Uni, États-Unis, Australie, Canada, Nouvelle-Zélande, Japon, Corée, Hong Kong, Singapour, Philippines, Brésil, Argentine, Colombie, Autriche, Belgique, République tchèque, Danemark, France, Finlande, Allemagne, Irlande, Italie, Pays-Bas, Hongrie, Islande, Mexique, Norvège, Pologne, Portugal, et Suisse. Il se classe douzième en Suède, et troisième en Russie[réf. nécessaire]. Il parvient à se vendre à 484 000 exemplaires pendant sa première semaine de parution. L'album atteint à peine les 4,5 millions d'exemplaires vendus en 2024, ce qui fait de No Line on the Horizon l'un des disques de U2 les moins bien vendus de son histoire avec  Boy, October[réf. nécessaire] et Songs of Innocence.
D'autre part, le premier single Get on Your Boots se classe à la première place en Irlande, et au Québec, à la troisième au Canada, à la sixième en France, et à la trente-septième aux États-Unis, ce qui est une relative déception commerciale pour un premier single[réf. nécessaire]. Adam Clayton, dans une interview de U2 dans le magazine Rock First de décembre 2011, estime que le groupe « s'est complètement trompé sur le choix du single. On s'est planté. » Le second single Magnificent atteint la 6e place aux Pays-Bas, la 8e au Québec, la 11e en Italie, la 15e en France, la 16e en Suède mais seulement la 42e au Royaume-Uni et la 79e aux États-Unis. Enfin, le troisième extrait, I'll Go Crazy If I Don't Go Crazy Tonight s'est classé 7e en Irlande, 14e aux Pays-Bas 19e au Québec, 30e en France, 32e au Royaume-Uni et 72e au Canada. Aucun single du disque n'atteint le Top 10 britannique, ce qui n'est pas arrivé à U2 depuis l'album October (les 45 tours Fire et Gloria s'étaient classés respectivement en 35e et en 55e position) en 1981.

## Classements

### Hebdomadaires
| Classement / pays (2009)              | Meilleure position |
| ------------------------------------- | ------------------ |
| Allemagne - Media Control Charts      | 1                  |
| Argentine                             | 1                  |
| Australie - ARIA Charts               | 1                  |
| Autriche                              | 1                  |
| Belgique - Ultratop (Région flamande) | 1                  |
| Belgique - Ultratop (Région wallonne) | 1                  |
| Canada - Canadian Albums Chart        | 1                  |
| Danemark                              | 1                  |
| Espagne - Promusicae                  | 1                  |
| Europe                                | 1                  |
| Finlande - Suomen virallinen lista    | 1                  |
| France - SNEP                         | 1                  |
| Grèce                                 | 1                  |
| Hongrie - Mahasz                      | 1                  |
| Italie - FIMI                         | 1                  |
| Irlande - Irish Albums Chart          | 1                  |
| Mexique - Top 100 Mexico              | 1                  |
| Nouvelle-Zélande                      | 1                  |
| Norvège - VG-lista                    | 1                  |
| Pays-Bas - MegaCharts                 | 1                  |
| Pologne                               | 1                  |
| Portugal - AFP                        | 1                  |
| Suède - Sverigetopplistan             | 2                  |
| Royaume-Uni - UK Albums Chart         | 1                  |
| États-Unis - Billboard 200            | 1                  |

| Classement (2009)                | Meilleure position |
| -------------------------------- | ------------------ |
| Allemagne - Media Control Charts | 12                 |
| Mexique                          | 15                 |
| Pologne                          | 5                  |

| Titre                                                                           | Meilleure position (2009) | Meilleure position (2009) | Meilleure position (2009) | Meilleure position (2009) | Meilleure position (2009) | Meilleure position (2009) |
| Titre                                                                           | IRE                       | BE (Wal)                  | CAN ,                     | P.-B.                     | UK                        | US                        |
| ------------------------------------------------------------------------------- | ------------------------- | ------------------------- | ------------------------- | ------------------------- | ------------------------- | ------------------------- |
| Get on Your Boots                                                               | 1                         | 13                        | 3                         | 5                         | 12                        | 37                        |
| Magnificent                                                                     | 5                         | 14                        | 9                         | 6                         | 42                        | 79                        |
| I'll Go Crazy If I Don't Go Crazy Tonight                                       | 7                         | 18                        | 5                         | 14                        | 32                        | –                         |
| Moment of Surrender                                                             | –                         | 35                        | –                         | –                         | –                         | –                         |
| No Line on the Horizon                                                          | –                         | 38                        | –                         | –                         | –                         | –                         |
| "–" signifie que le titre n'a pas été classé ou non commercialisé dans le pays. |                           |                           |                           |                           |                           |                           |

## Réédition
Pour fêter les 10 ans de No Line on the Horizon, les quatre Irlandais réédite le disque en vinyle avec deux éditions, dont l'une colorée. Celle-ci est disponible le 22 février 2019. Cette ressortie se compose des 11 titres initiaux ainsi que de deux remixes.

## Liste des titres
| 1.    | No Line on the Horizon                    | Bono                 | U2, Brian Eno, Daniel Lanois            | Eno, Lanois, Steve Lillywhite (add.)  | 4:12 |
| 2.    | Magnificent                               | Bono, The Edge       | U2, Eno, Lanois                         | Eno, Lanois, Lillywhite (add.)        | 5:24 |
| 3.    | Moment of Surrender                       | Bono                 | U2, Eno, Lanois                         | Eno, Lanois                           | 7:24 |
| 4.    | Unknown Caller                            | U2, Eno, Lanois      | U2, Eno, Lanois                         | Eno, Lanois, Lillywhite (add.)        | 6:03 |
| 5.    | I'll Go Crazy If I Don't Go Crazy Tonight | Bono                 | U2                                      | Lillywhite, will.i.am (add.)          | 4:14 |
| 6.    | Get on Your Boots                         | Bono                 | U2                                      | Eno, Lanois, Declan Gaffney (add.)    | 3:25 |
| 7.    | Stand Up Comedy                           | Bono                 | U2                                      | Eno, Lanois, Lillywhite (add.)        | 3:50 |
| 8.    | Fez — Being Born                          | Bono                 | U2, Eno, Lanois                         | Eno, Lanois                           | 5:17 |
| 9.    | White as Snow                             | U2, with Eno, Lanois | Traditionnel, arr. U2, avec Eno, Lanois | Eno, Lanois                           | 4:41 |
| 10.   | Breathe                                   | Bono                 | U2                                      | Lillywhite, Lanois (add.), Eno (add.) | 5:00 |
| 11.   | Cedars of Lebanon                         | Bono                 | U2, Eno, Lanois                         | Lanois                                | 4:13 |
| 53:43 |                                           |                      |                                         |                                       |      |

* (add.) Production additionnelle
| 12. | No Line on the Horizon 2 | Bono | U2, Eno, Lanois | U2 | 4:07 |

| 13. | Get on Your Boots (remix de Crookers) | Bono | U2 | Eno, Lanois, Gaffney | 4:27 |

## Personnel
U2
- Bono – chant, guitare
- The Edge – guitare, chœurs, piano
- Adam Clayton – basse
- Larry Mullen, Jr. – batterie, percussions

Additionnels
- Caroline Dale – violoncelle
- Brian Eno – boucle rythmique, programmation, synthétiseurs, chant
- Daniel Lanois – guitare, chant
- Terry Lawless –  piano, Fender Rhodes, claviers
- Sam O'Sullivan – percussions
- Cathy Thompson – violon
- Louis Watkins – boy soprano
- Richard Watkins – cor d'harmonie
- will.i.am – claviers, chant

## Tournée

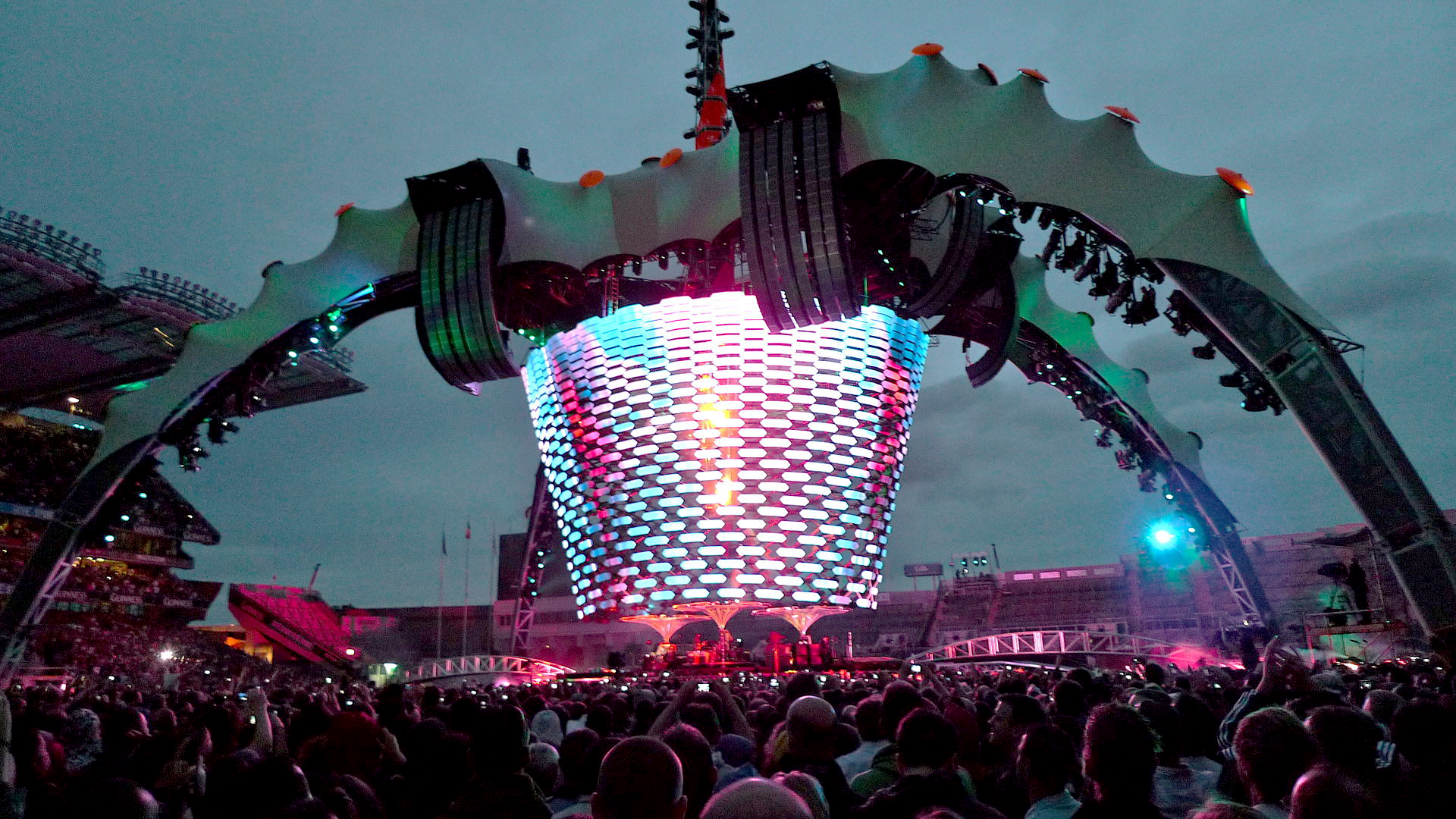
La scène construite pour la tournée est la plus large jamais construite pour des concerts.

Après la sortie de l'album, le groupe se lance dans une grande tournée mondiale dans de grands stades. Elle débute au Camp Nou de Barcelone le 30 juin 2009. Le groupe enchaine ensuite 110 dates à travers le monde (Italie, France, Allemagne, Pays-Bas, Irlande, Suède, Pologne, Croatie, Royaume-Uni, Finlande, Russie, Belgique, Portugal, Nouvelle-Zélande, Afrique du Sud, Chili, Argentine, Brésil, etc.). La tournée se conclut en juillet 2011 à Moncton, au Canada. Moment of Surrender est la chanson de l'album qui termine régulièrement chaque concert. D'après Live Nation Entertainment, le producteur du spectacle, U2 360° Tour est « la tournée la plus lucrative de l'histoire. »